# Janet Fowler
Janet Margaret Fowler, coniugata Michel (Victoria, 18 maggio 1965), è un'ex cestista e allenatrice di pallacanestro canadese con cittadinanza tedesca.

## Carriera
Con il Canada ha disputato due edizioni dei Campionati mondiali (1986, 1990) e i Campionati americani del 1989.